# Nati nel 1935/Ottobre
| Questa pagina contiene informazioni ricavate automaticamente dalle voci biografiche con l'ausilio del template Bio e di un bot. L'aggiornamento è periodico e automatico e ricostruisce completamente la pagina. Se manca una persona in questa lista, sei pregato di non aggiungerla, ma accertati piuttosto che la sua voce biografica contenga il template Bio e che i dati anagrafici siano correttamente compilati. Se il template Bio manca, inseriscilo tu stesso o, in alternativa, metti l'avviso {{tmp\|Bio}} che ne segnala la mancanza. Se i dati riportati sono sbagliati, correggi direttamente la voce biografica; le modifiche saranno visibili in questa lista entro pochi giorni. Per chiarimenti vedi il progetto biografie. La lista contiene solo le 177 persone che sono citate nell'enciclopedia e per le quali è stato implementato correttamente il template Bio. Pagina aggiornata al 18 ago 2025. |

- 1º ottobre - Julie Andrews, attrice, cantante e scrittrice britannica
- 1º ottobre - Alvaro Biagini, allenatore di calcio e ex calciatore italiano
- 1º ottobre - Walter De Maria, scultore statunitense († 2013)
- 1º ottobre - Josip Duvančić, calciatore e allenatore di calcio croato († 2023)
- 1º ottobre - Maria Fiore, attrice italiana († 2004)
- 1º ottobre - Julio Jaramillo, cantante ecuadoriano († 1978)
- 1º ottobre - Ortunho, calciatore brasiliano († 2004)
- 1º ottobre - Giampaolo Pansa, giornalista e scrittore italiano († 2020)
- 1º ottobre - Antoni Stankiewicz, vescovo cattolico polacco († 2021)
- 2 ottobre - Peter Frankl, pianista ungherese
- 2 ottobre - Robert Henry Lawrence, aviatore statunitense († 1967)
- 2 ottobre - Noriko Ohara, doppiatrice giapponese († 2024)
- 2 ottobre - Franco Oppo, compositore italiano († 2016)
- 2 ottobre - Giuseppe Putzolu, politico e scrittore italiano
- 2 ottobre - Omar Sívori, calciatore, allenatore di calcio e dirigente sportivo argentino († 2005)
- 3 ottobre - Fabrizio Casadio, conduttore radiofonico, conduttore televisivo e ingegnere italiano († 2015)
- 3 ottobre - Charles Duke, ex astronauta statunitense
- 3 ottobre - Armen Borisovič Džigarchanjan, attore russo († 2020)
- 3 ottobre - Madlyn Rhue, attrice statunitense († 2003)
- 4 ottobre - Eddie Applegate, attore televisivo statunitense († 2016)
- 4 ottobre - Édouard Delberghe, ciclista su strada francese († 1994)
- 4 ottobre - Anthony William Fairbank Edwards, statistico, genetista e biologo britannico
- 4 ottobre - Jimmy Orr, giocatore di football americano statunitense († 2020)
- 4 ottobre - Hamdī al-Banbī, politico e ingegnere egiziano († 2016)
- 5 ottobre - Peter Brown, attore statunitense († 2016)
- 5 ottobre - Tarcisio Meira, attore brasiliano († 2021)
- 5 ottobre - José Neto, calciatore portoghese († 1987)
- 5 ottobre - Enrico Peyretti, attivista e saggista italiano
- 5 ottobre - Laurent Robuschi, ex calciatore francese
- 5 ottobre - Orlando Ruiz, schermidore cubano († 2017)
- 6 ottobre - Benedetto Aloi, mafioso statunitense († 2011)
- 6 ottobre - Vicente Cantatore, calciatore e allenatore di calcio argentino († 2021)
- 6 ottobre - Umberto Giachetti, ex calciatore italiano
- 6 ottobre - Leopold Hager, direttore d'orchestra austriaco
- 6 ottobre - Siegfried Köhler, ex pistard tedesco
- 6 ottobre - Ernesto Laclau, filosofo argentino († 2014)
- 6 ottobre - Ali Lutfi Mahmud, politico egiziano († 2018)
- 6 ottobre - Vasile Moldoveanu, tenore rumeno
- 6 ottobre - Bruno Sammartino, wrestler italiano († 2018)
- 6 ottobre - Janusz Wichowski, cestista e allenatore di pallacanestro polacco († 2013)
- 7 ottobre - Bill Ebben, ex cestista statunitense
- 7 ottobre - Thomas Keneally, scrittore, drammaturgo e attore australiano
- 7 ottobre - Horst Kohle, calciatore tedesco orientale († 2015)
- 7 ottobre - Piero Mangani, matematico e logico italiano († 2013)
- 7 ottobre - Margaret McEntee, religiosa statunitense
- 7 ottobre - Abisag Tüllmann, fotografa tedesca († 1996)
- 8 ottobre - Alessandro Biffignandi, illustratore, fumettista e pittore italiano († 2017)
- 8 ottobre - Harry Lamme, pallanuotista olandese († 2019)
- 8 ottobre - Jurij Radonjak, pugile e allenatore di pugilato sovietico († 2013)
- 8 ottobre - Albert Roux, cuoco e imprenditore francese († 2021)
- 8 ottobre - Art Stratton, ex hockeista su ghiaccio e allenatore di hockey su ghiaccio canadese
- 9 ottobre - Edward, duca di Kent, principe britannico
- 9 ottobre - Silvio Liotta, politico italiano († 2018)
- 9 ottobre - Don McCullin, fotografo e fotoreporter britannico
- 9 ottobre - Piero Ostellino, giornalista italiano († 2018)
- 10 ottobre - Pietro Giorgianni, giornalista italiano († 1989)
- 10 ottobre - Francesco Marinelli, arcivescovo cattolico italiano († 2024)
- 10 ottobre - Hermann Nuber, allenatore di calcio e calciatore tedesco († 2022)
- 10 ottobre - Franco Radaelli, calciatore italiano († 2016)
- 10 ottobre - Paolo Renosto, compositore italiano († 1988)
- 10 ottobre - Albert Scanlon, calciatore inglese († 2009)
- 10 ottobre - Jaime Silva, calciatore colombiano († 2003)
- 10 ottobre - Ousmane Sow, artista senegalese († 2016)
- 10 ottobre - Abu Jihad, militare e politico palestinese († 1988)
- 11 ottobre - Pacifico Cuman, calciatore italiano († 2002)
- 11 ottobre - Marcel Detienne, storico, antropologo e storico delle religioni belga († 2019)
- 11 ottobre - Jimmy Murray, calciatore inglese († 2008)
- 11 ottobre - Daniel Quinn, scrittore statunitense († 2018)
- 12 ottobre - Pascale Audret, attrice e cantante francese († 2000)
- 12 ottobre - Bruno Bertagna, arcivescovo cattolico italiano († 2013)
- 12 ottobre - Jeanne-Irène Biya, first lady camerunese († 1992)
- 12 ottobre - Don Howe, calciatore e allenatore di calcio inglese († 2015)
- 12 ottobre - Haim Kastan, cestista e allenatore di pallacanestro israeliano († 2020)
- 12 ottobre - Sam Moore, cantante, musicista e ballerino statunitense († 2025)
- 12 ottobre - Luciano Pavarotti, tenore italiano († 2007)
- 13 ottobre - Corrado Perli, calciatore italiano († 2018)
- 14 ottobre - Ralph Dupas, pugile statunitense († 2008)
- 14 ottobre - Marlaena Kessick, musicista italiana
- 14 ottobre - Blackjack Lanza, wrestler statunitense († 2021)
- 14 ottobre - Bruno Michaud, calciatore svizzero († 1997)
- 14 ottobre - La Monte Young, compositore, musicista e artista statunitense
- 15 ottobre - Toni Costa, artista italiano († 2013)
- 15 ottobre - Angelo Deodati, imprenditore e dirigente sportivo italiano († 2022)
- 15 ottobre - Giuseppe Gazzoni Frascara, imprenditore e dirigente sportivo italiano († 2020)
- 15 ottobre - Barry McGuire, cantautore statunitense
- 15 ottobre - Dick McTaggart, pugile britannico († 2025)
- 15 ottobre - Bobby Joe Morrow, velocista statunitense († 2020)
- 15 ottobre - Jean Scrivens, ex velocista britannica
- 16 ottobre - Giorgio Baldini, politico italiano
- 16 ottobre - Fred van der Zwan, pallanuotista olandese († 2018)
- 17 ottobre - Michael Eavis, inglese
- 17 ottobre - Maria Vicol, schermitrice rumena († 2015)
- 18 ottobre - Peter Boyle, attore statunitense († 2006)
- 18 ottobre - Roberto Gusmani, glottologo italiano († 2009)
- 18 ottobre - Gastone Marotti, anatomista italiano
- 19 ottobre - Cristiano Cervato, calciatore italiano († 2017)
- 19 ottobre - Pino Pascali, artista italiano († 1968)
- 19 ottobre - Agne Simonsson, calciatore e allenatore di calcio svedese († 2020)
- 20 ottobre - Jean-Pierre Boyer, compositore di scacchi francese († 1986)
- 20 ottobre - Livio Busato, ex calciatore italiano
- 20 ottobre - Sabino Cassese, giurista italiano
- 20 ottobre - Fabio Cudicini, calciatore italiano († 2025)
- 20 ottobre - Joe Hickerson, cantante e bibliotecario statunitense
- 20 ottobre - Feim Ibrahimi, compositore albanese († 1997)
- 20 ottobre - André Milongo, politico della Repubblica del Congo († 2007)
- 20 ottobre - Jerry Orbach, attore e cantante statunitense († 2004)
- 20 ottobre - Vittorio Parola, politico italiano († 2018)
- 20 ottobre - Phạm Văn Trà, generale e politico vietnamita
- 21 ottobre - Jadwiga Barańska, attrice e sceneggiatrice polacca († 2024)
- 21 ottobre - Derek Bell, musicista britannico († 2002)
- 21 ottobre - Piero Merlo, ex calciatore italiano
- 21 ottobre - Aldo Ralli, attore italiano († 2016)
- 22 ottobre - David Andrews, regista e attore britannico
- 22 ottobre - Delmas Howe, pittore statunitense
- 22 ottobre - Maurilio Valpreda, ex calciatore italiano
- 23 ottobre - Egon Franke, schermidore polacco († 2022)
- 23 ottobre - Umberto Romagnoli, giurista italiano
- 24 ottobre - Malcolm Bilson, pianista e musicologo statunitense
- 24 ottobre - Karen Blanguernon, attrice e scrittrice francese († 1996)
- 24 ottobre - Antonino Calderone, mafioso e collaboratore di giustizia italiano († 2013)
- 24 ottobre - Guido Canali, architetto italiano
- 24 ottobre - Raffaello De Ruggieri, politico italiano
- 24 ottobre - Roberto De Vecchi, politico italiano († 2023)
- 24 ottobre - Marisa Geroni, cestista italiana († 2014)
- 24 ottobre - Sergio Grea, scrittore italiano
- 24 ottobre - Manlio Masu, pittore e insegnante italiano († 2025)
- 24 ottobre - Hanna Mikhail, attivista palestinese
- 24 ottobre - Patrick D. Miller, biblista statunitense († 2020)
- 24 ottobre - Philippe Morillon, politico francese
- 25 ottobre - Willis Burks II, attore statunitense († 2010)
- 25 ottobre - Russell Schweickart, ex astronauta statunitense
- 26 ottobre - Nikītas Alimprantīs, cestista greco († 2023)
- 26 ottobre - Renato Casaro, illustratore italiano
- 26 ottobre - Boris Alekseevič Grigor'ev, regista sovietico († 2012)
- 26 ottobre - Mauricio Johnson, cestista e allenatore di pallacanestro venezuelano († 2018)
- 27 ottobre - Frank Adonis, attore e regista statunitense († 2018)
- 27 ottobre - Leonello Bionda, batterista italiano († 2018)
- 27 ottobre - Giorgio Grassi, architetto italiano
- 27 ottobre - Eligio Insfrán, ex calciatore paraguaiano
- 27 ottobre - Eliseo Insfrán, calciatore paraguaiano († 2020)
- 27 ottobre - Anna Maria Pancani, attrice italiana († 1993)
- 27 ottobre - Lino Patruno, cabarettista e musicista italiano
- 27 ottobre - Mauricio de Sousa, fumettista brasiliano
- 28 ottobre - Enzo Battaglia, regista e sceneggiatore italiano († 1987)
- 28 ottobre - Luis Bayardo, attore e doppiatore messicano
- 28 ottobre - Herman Boone, allenatore di football americano statunitense († 2019)
- 28 ottobre - Alan Clarke, regista britannico († 1990)
- 28 ottobre - Giancarlo Ghirardi, fisico italiano († 2018)
- 28 ottobre - Petko Lazarov, ex cestista bulgaro
- 28 ottobre - Folke Rabe, compositore svedese († 2017)
- 28 ottobre - Walter Rizzati, compositore e arrangiatore italiano
- 28 ottobre - Tito Tolin, saltatore con gli sci italiano († 2006)
- 28 ottobre - Reg White, velista britannico († 2010)
- 29 ottobre - Rudy Clark, cantautore statunitense († 2020)
- 29 ottobre - Eddie Hopkinson, calciatore e allenatore di calcio inglese († 2004)
- 29 ottobre - Michael Jayston, attore britannico († 2024)
- 29 ottobre - Pietro Longo, politico italiano
- 29 ottobre - André Nelis, velista belga († 2012)
- 29 ottobre - Isao Takahata, regista, sceneggiatore e produttore cinematografico giapponese († 2018)
- 29 ottobre - Peter Watkins, regista e sceneggiatore inglese
- 30 ottobre - Víctor Benítez, calciatore peruviano († 2022)
- 30 ottobre - George Brown, cestista statunitense († 2016)
- 30 ottobre - Robert Caro, giornalista e scrittore statunitense
- 30 ottobre - Ágota Kristóf, scrittrice e drammaturga ungherese († 2011)
- 30 ottobre - René Marchand, giornalista e saggista francese († 2024)
- 30 ottobre - Leo Sanfelice, pianista, cantante e compositore italiano
- 30 ottobre - Michael Winner, regista, sceneggiatore e produttore cinematografico britannico († 2013)
- 31 ottobre - Egidio Alagna, politico e magistrato italiano († 2022)
- 31 ottobre - Dale Brown, allenatore di pallacanestro statunitense
- 31 ottobre - John Bosco Manat Chuabsamai, vescovo cattolico thailandese († 2011)
- 31 ottobre - Charles Cioffi, attore statunitense
- 31 ottobre - Luis Gini, ex calciatore paraguaiano
- 31 ottobre - Ronald Graham, matematico statunitense († 2020)
- 31 ottobre - David Harvey, geografo, antropologo e sociologo britannico
- 31 ottobre - Jimmy Hill, allenatore di calcio e ex calciatore nordirlandese
- 31 ottobre - David H. Stern, biblista statunitense († 2022)
- 31 ottobre - Moḥammed Ḥoseyn Ṭanṭāwī, politico e generale egiziano († 2021)